# Ottomar Hermes
Julius August Ottomar Hermes (* 12. Januar 1826 in Berlin; † 9. November 1893 ebenda) war ein deutscher Jurist und evangelischer Kirchenpolitiker.

## Leben
Ottomar Hermes arbeitete nach seinem Studium zuerst als Kreisrichter in Boitzenburg und Berlin. 1857 wurde er zum „Hilfsarbeiter“ im Evangelischen Oberkirchenrat (EOK), der Leitungsbehörde der Evangelischen Landeskirche der älteren Provinzen Preußens berufen, wechselte aber schon im Jahr darauf als Justitiar an das Konsistorium und Provinzialschulkollegium der Rheinprovinz in Koblenz. 1862 als Oberkonsistorialrat in den EOK zurückgekehrt, stieg er 1877 zum weltlichen Vizepräsidenten und 1878 zum Präsidenten auf. Nach einem liberalen Intermezzo unter seinem Vorgänger Emil Herrmann markiert die Amtszeit von Hermes, der eng mit Rudolf Kögel befreundet war und während dessen Amtszeit kein einziger Vertreter der Mittelpartei oder gar der Liberalen in den EOK berufen wurde, die Herrschaft der „Hofpredigerpartei“ in der preußischen Landeskirche. 
Hermes wurde 1882 zum Wirklichen Geheimen Rat ernannt und 1884 in den Preußischen Staatsrat berufen. 1891 wurde er pensioniert.
Hermes‘ Tochter, die Reformpädagogin Gertrud Hermes, gab in einer ausführlichen Studie Einblicke in den Haushalt der Familie.